# Vlag van Tarn

Vlag van Tarn

De vlag van Tarn is de niet-officiële vlag van het Franse departement Tarn. Net als de meeste andere departementen van Frankrijk heeft Tarn geen officiële vlag, maar wordt de hier rechts afgebeelde vlag op niet-officiële wijze gebruikt. De vlag is afgeleid van het wapen van dit departement.
De vlag toont een rode T-vorm op een gele achtergrond met een Occitaans kruis in het bovenste deel van de vlag.
Het Occitaanse kruis op een rode achtergrond komt uit de vlag van de regio Languedoc waarin het departement ligt. De T-vorm doet denken aan de letter "T", de beginletter van de naam van het departement. De vlag is geïnspireerd op het ontwerp van het wapen dat in 1950 is voorgesteld door Robert Louis.

Vlag van Languedoc